# 1883 (TV-serie)
1883 är en amerikansk westernserie från 2021, skapad av Taylor Sheridan. Den består av totalt tio avsnitt.
Serien är en prequel till serien Yellowstone. Den utspelar sig flera år efter Amerikanska inbördeskriget. Shea Brennan är en veteran från nordsidan i inbördeskriget. Han anlitas att eskortera en karavan av europeiska invandrare som försöker göra den farliga resan till Oregon. James Dillard Dutton är veteran från sydsidan i inbördeskriget. Han och resten av hans familj har lämnat sitt hem i Tennessee för att även de bege sig västerut. Han anlitas av Shea för att hjälpa de oerfarna karavanmedlemmarna.
Rollen som makarna Dutton spelas av countrymusikerna Tim McGraw och Faith Hill, som är gifta med varandra även i verkligheten. Tom Hanks har en gästroll som George Meade.

## Rollista (i urval)
- Sam Elliott – Shea Brennan
- Tim McGraw – James Dillard Dutton
- Faith Hill – Margaret Dutton
- Isabel May – Elsa Dutton, dotter till James och Margaret